# Lapugle
Lapugle (Strix nebulosa) er en af de omkring 150 arter af ugler. Den har en længde på 64-70 centimeter og et vingefang på 134-158 centimeter.
Lapuglen er en stor, grå ugle med karakteristiske årringe i ansigtet.
Den yngler især i gamle rovfuglereder i nåle- og blandskov ved moser eller marker.